# Adnan Khashoggi
Pour les articles homonymes, voir Khashoggi.
 (juin 2017).
Adnan bin Mohammed bin Khalid Khashoggi (en arabe : عدنان بن محمد بن خالد خاشقجي), né le 25 juillet 1935 à La Mecque (Arabie saoudite) et mort le 6 juin 2017 à Lambeth (Grand Londres, Royaume-Uni), est un homme d'affaires saoudien d’origine cassogue, turque et syrienne,,. Il a été célèbre pour son style de vie flamboyant et ses contrats d'armement qui lui rapportèrent de confortables commissions.
Il était considéré comme l'homme le plus riche dans le monde avec une fortune estimée de 2,7 milliards£ soit 4 milliards de dollars au début des années 1980,.

## Famille et formation
Il naît dans une famille ottomane de Kayseri. Proche des Saoud, sa mère était d'origine syrienne, Adnan Mohammed Khashoggi bénéficie de l'appui de son père, médecin personnel du roi Abdelaziz ben Abderrahmane Al Saoud, le fondateur de l'Arabie saoudite,,.
Khashoggi étudie au Victoria College, Alexandrie (en) à Alexandrie en Égypte. Ensuite il part étudier aux États-Unis dans l'université d'État de Californie à Chico et aussi à l'université de Stanford. Puis il décide d'arrêter ses études pour faire fortune dans les affaires.
Khashoggi fait la connaissance en Égypte de Mohamed Al-Fayed, qui avait rencontré sa sœur Samira Khashoggi sur une plage d'Alexandrie. Al-Fayed et Samira se marieront en 1954 (Adnan a alors 19 ans) ; de cette union naîtra un fils, Dodi Al-Fayed, qui meurt dans un accident de voiture à Paris en 1997 en compagnie de la princesse Diana. Khashoggi emploiera Mohamed Al-Fayed dans son affaire d'importation en Arabie saoudite. Une autre de ses sœurs est Soheir Khashoggi, une écrivaine à succès (Mirage, Nadia's Song et Mosaic), dont le fils est le journaliste Jamal Khashoggi (journaliste saoudien assassiné au consulat d'Arabie saoudite en Turquie en octobre 2018),.

## Monde des affaires
Il fait sa première grosse affaire en tant qu'intermédiaire auprès de Kenworth, fabricant de camions aux États-Unis et d'une grosse entreprise du BTP. L'entreprise a des difficultés parce que ses camions s'enlisent dans ses chantiers situés dans le désert. Khashoggi utilise l'argent prêté par son père pour l'achat d'une voiture, pour acheter plusieurs camions Kenworth disposant de roues pouvant se déplacer plus facilement dans le désert. Khashoggi, en louant ses camions à l'entreprise du BTP, se fait payer 250 000 $ et il devient le représentant-intermédiaire de Kenworth en Arabie saoudite,.
Durant les années 1960 et 1970, avec l'argent de cette première opération, Adnan Khashoggi, que le monde financier surnommera plus tard « AK », se rend en Occident et fait l'intermédiaire entre les entreprises occidentales et le marché en pleine croissance saoudien. Kahshoggi aide le secteur de la défense saoudien à se procurer des armes à une époque où le jeune royaume saoudien se sent menacé par la montée des nationalismes dans la région. Par l'entregent qu'il possède dans les milieux financiers de plusieurs pays arabes, il procure conseils et fait office de négociateur entre l'Arabie Saoudite et les entreprises occidentales pour se procurer le meilleur armement. En 1963, la nomination de Sheikh Ahmed Zaki Yamani en tant que ministre du Pétrole d'Arabie saoudite, permet à Khashoggi une ascension rapide. De simple intermédiaire, il devient désormais représentant officiel des industriels de l'armement Northrop Grumman, Chrysler, Raytheon, Lockheed pour les pays arabes.
La création de Triad Group en 1973, impose Khashoggi comme le dirigeant du plus important consortium multinational du monde arabe. Son entregent se développe aux États-Unis où, sous l'impulsion de Morton Mc Leod, intervenant politique auprès de Washington, et de Stephen H Lockton, premier gestionnaire des fonds de pension américains, Khashoggi s'installe au Waldorf-Astoria et acquiert, au nom de son groupe, des participations majoritaires dans de nombreuses sociétés agricoles et industrielles sur le territoire des États-Unis. Avec l'appui des politiques américains, il obtient un visa permanent en 1975 et déclare déjà à l'IRS 45 millions de dollars de commissions pour la seule année 1976.

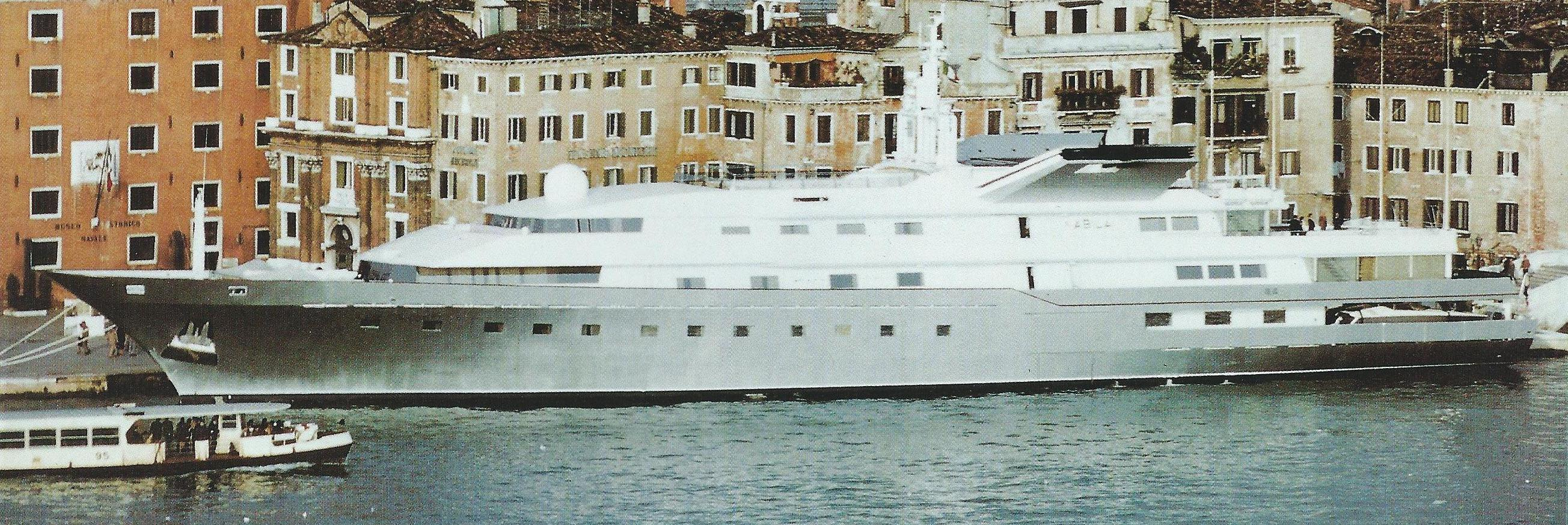
En 1980, le Nabilla est le plus grand yacht privé de son époque. Plus tard, il est vendu à Donald Trump.

S'entourant d'hommes d'affaires inconnus à l'époque, comme Samir Traboulsi ou Akram Ojjeh, il étend son influence à l'Europe où, pendant près de dix ans, il va tisser des liens importants avec les industriels et politiciens du monde entier. Aux États-Unis ses relations avec le Carlyle Group et ses participations financières dans des sociétés mondialement connues (Union Carbide, Lloyds TSB, Bank of California) participent à sa notoriété. Ses commissions — 34 millions de dollars pour le marché des égouts irakiens[réf. nécessaire], 30 millions pour avoir facilité l'implantation de l'avion Mirage III — mais aussi ses dépenses importantes, le font connaître en France dans les années 1980. Il fait ainsi construire le yacht privé le plus grand au monde à cette époque, soit 85 mètres, nommé d'après le nom de sa fille, Nabilla, pour un coût de 100 millions de $. Il est célèbre pour être apparu dans un James Bond, Jamais plus jamais comme étant le yacht, le Flying Saucer, du méchant du film, Largo. Il est aussi le sujet de la chanson du groupe britannique Queen sortie en 1989 sur l'album The Miracle intitulée Kashoggi's Ship.

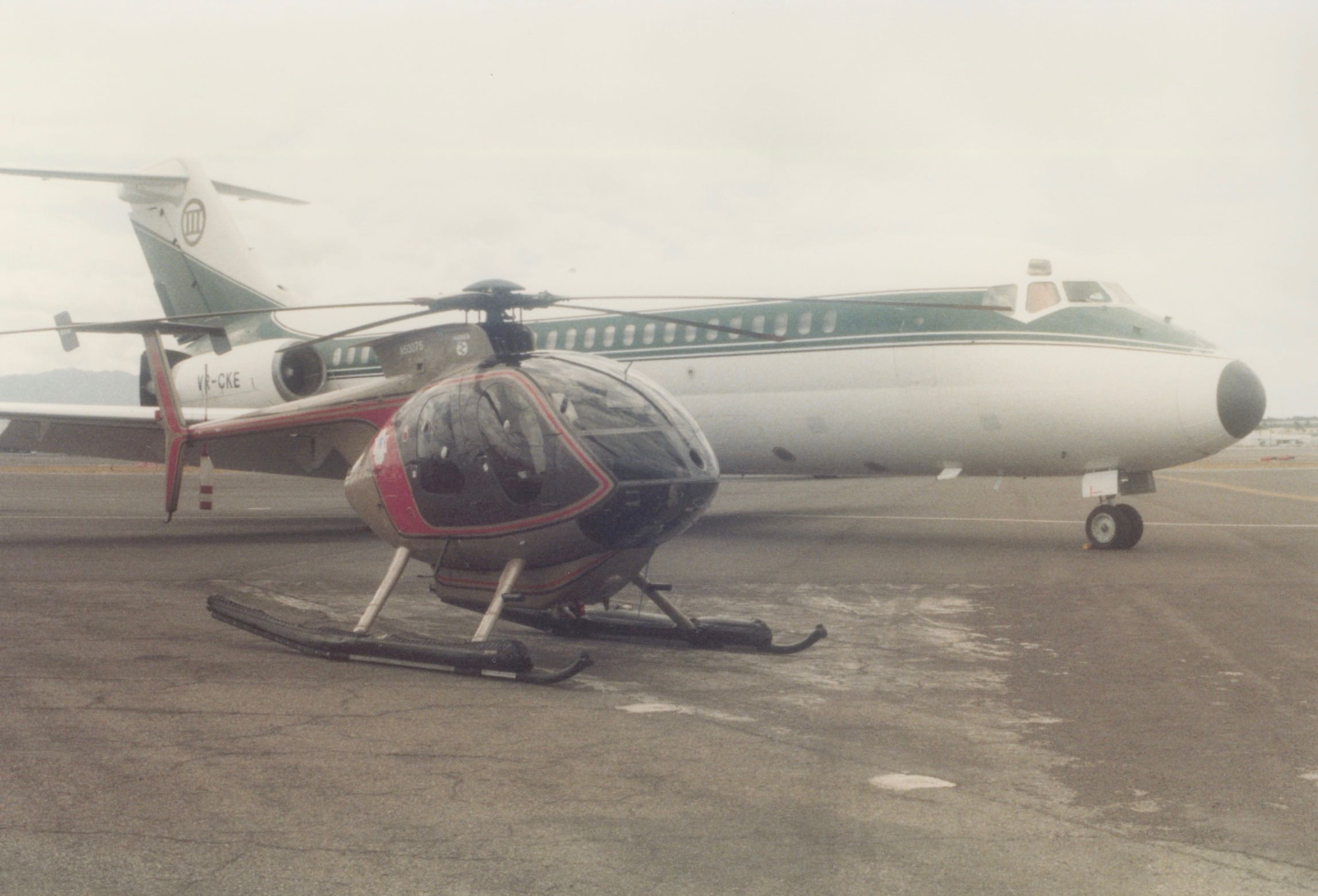
Jet privé et hélicoptère de Khashoggi.

Son fondé de pouvoir parisien, Christophe de Cagny, lui présente le jeune Kenzo Takada. Khashoggi, séduit par les dessins du styliste, installe le couturier rue du Faubourg-Saint-Honoré où le prêt de 800 m2 facilite la médiatisation de Kenzo.

## Effondrement du Triad Group
L'effondrement du consortium, essentiel à la carrière de Khashoggi, est lié à différentes déconvenues.
En 1985, Mohamed Al-Fayed se brouille avec Khashoggi pour une affaire d’importation de 5 000 ambulances à destination des Émirats. D'autres collaborateurs importants quitteront également le groupe. Khashoggi est également contraint d'abandonner un contrat d’uranium au profit des États-Unis. Le sultan de Brunei ralentit ses relations et lui préfère d'autres intermédiaires moins onéreux. Enfin, plusieurs de ses secrétaires font cavalier seul dans d'importantes affaires d'armement.
L’explosion en 1986 de la navette spatiale Challenger pèse sur le groupe, une partie du matériel détruit ayant été assuré par une compagnie d'assurances liée à Khashoggi. La revente à perte des très nombreux actifs immobiliers espagnols à la suite de l’effondrement du consortium immobilier de Marbella accable encore le consortium.
Ses déboires politico-financiers feront couler beaucoup d'encre dans les années 1990, notamment sa débâcle financière après la construction du Triad Center (en), complexe immobilier de dix hectares d'une valeur d'un milliard de dollars en plein centre de la ville des Mormons Salt Lake City.

## Affaire Iran-Contra
Le scandale Iran-Contra éclate en 1986. 1 500 missiles américains sont vendus à l'Iran, qui est sous embargo international, à travers Israël dans une tentative qui a échoué de faire libérer 7 otages américains détenus au Liban par le Hezbollah chiite. Par ailleurs, des millions provenant du fruit de la vente ont servi à financer les rebelles Contra au Nicaragua. Khashoggi met d'accord les vendeurs d'armes iraniens et israéliens qui doivent lui reverser 25 millions de $. Mais il ne reçoit rien de la transaction. Contrarié d'avoir été floué, il fait voler la couverture de cette opération clandestine à travers son arrangement avec la CIA. Le fait que l'administration Reagan traite à la fois avec l'Iran et les Contras au Nicaragua scandalise l'opinion américaine.
Après ce scandale, Khashoggi devient extrêmement célèbre et gagne son surnom d'Arm Dealer (trafiquant d'armes),.

## Affaire Imelda Marcos
En 1989, il est extradé de Suisse vers New York à la suite d'une transaction avec Imelda Marcos (veuve de Ferdinand), Khashoggi se retrouve accusé comme elle de détournement de fonds, à la suite de l'achat à New York d'appartements pour l'ex-dictateur et de peintures de valeur par son intermédiaire pour une valeur de 300 millions de $. Tous deux sont acquittés en 1990. À cette époque, sa fortune est seulement estimée à 8 millions de dollars. Un de ses comptes en banque ne contenait que 47 cents.

## Entretien de Seymour Hersh
En 2003, un journaliste, Seymour Hersh dénonce une entrevue entre Khashoggi et Richard Perle, lequel a été nommé président de la commission de la politique de défense par le président George W. Bush. L'entrevue a trait à la guerre d'Irak mais aussi à un trafic d'influence dont Hersh accuse Perle ; celui-ci démissionne de son poste à la direction de la commission, tout en en restant membre.
Khashoggi doit faire face à d'autres poursuites pénales en 2005, de la part de deux de ses anciens associés et partenaires, El Assir et Samir Traboulsi, ce dernier étant impliqué dans diverses affaires politico-financières nébuleuses impliquant de nombreux intervenants français dans l’affaire Pechiney-Triangle et privant ainsi Khashoggi de certains circuits locaux.
Il prend une discrète retraite à Monaco, et meurt le 6 juin 2017 au St Thomas' Hospital à Londres, à l'âge de 81 ans.

## Vie privée
Adnan Khashoggi a eu de nombreux enfants issus de plusieurs mariages. Il a notamment eu cinq enfants avec sa première épouse, Sandra Daly (1961-1974), qui se convertit à l'islam et prend le nom de Soraya Khashoggi : Nabila, Mohammed, Khalid, Hussein et Omar. Elle demande le divorce en 1974 et Adnan Khashoggi est condamné en 1982 à lui verser 875 millions de dollars, ce qui est à l'époque le divorce le plus cher jamais prononcé et le troisième en 2019 . Il possédait douze propriétés dont une des plus grandes de Marbella en Espagne, soit 900 hectares avec cinq lacs artificiels, une réserve de chasse de plus de 1200 cerfs, 70 000 faisans, un héliport, 70 jardiniers… Ses autres propriétés étaient à Paris, Cannes, Madrid, Monte-Carlo et New-York, sur la 5e Avenue où il a acheté 16 appartements pour en faire une seule habitation. Il possédait 100 limousines et était protégé par un expert en arts martiaux sud-coréens, surnommé Mr Kill.